# 穂積財麿
穂積 財麿（ほづみ の ざいまろ）は、平安時代前期の豪族・神職。穂積氏の一族で、カバネは朝臣。熊野速玉大社物忌領・穂積息嗣の長男で、子に穂積永成。官位は、正六位下、勲八等。

## 略歴
熊野速玉大社の禰宜を務めた。また、古代氏族系譜集成の穂積氏系図には、弘仁3年（812年）に大鳥居側に手力雄神を鎮座し奉ったと記されている。正六位下、勲八等に叙せられた。